# Richard Strachan (athlétisme)
Pour les articles homonymes, voir Richard Strachan.
Richard Strachan (né le 18 novembre 1986) est un athlète britannique spécialiste du 200 mètres et du 400 mètres.

## Carrière

### Palmarès
| Date | Compétition                    | Lieu        | Résultat | Épreuve               | Performance   |
| ---- | ------------------------------ | ----------- | -------- | --------------------- | ------------- |
| 2005 | Championnats d'Europe juniors  | Kaunas      | 1er      | Relais 4 × 400 mètres | 3 min 06 s 67 |
| 2011 | Championnats d'Europe en salle | Paris-Bercy | 5e       | 400 mètres            | 46 s 74       |
| 2011 | Championnats d'Europe en salle | Paris-Bercy | 2e       | Relais 4 × 400 mètres | 3 min 06 s 46 |
| 2013 | Championnats d'Europe en salle | Göteborg    | 6e       | 400 mètres            | 47 s 02       |
| 2013 | Championnats d'Europe en salle | Göteborg    | 1er      | Relais 4 × 400 mètres | 3 min 05 s 78 |

### Records
| Épreuve    | Épreuve   | Performance | Lieu            | Date                     |
| ---------- | --------- | ----------- | --------------- | ------------------------ |
| 400 mètres | Plein air | 45 s 70     | Velenje Londres | 28 juin 2011 5 août 2011 |
| 400 mètres | Salle     | 46 s 22     | Birmingham      | 2 février 2013           |